# Fortunate
Fortunate è un brano musicale R&B scritto, prodotto e arrangiato dal musicista statunitense R. Kelly e interpretato dal cantante Maxwell per la colonna sonora del film Life del 1999. Il brano fu pubblicato nell'aprile del 1999 come singolo ufficiale tratto dalla colonna sonora, e si rivelò un successo inaspettato in patria: raggiunse la prima posizione della classifica R&B di Billboard, dove rimase stabile per otto settimane consecutive, ed entrò nella top5 della classifica statunitense. Inoltre fu certificato disco d'oro dalla RIAA con oltre 500 000 copie vendute. Il singolo fu nominato ai Grammy Awards del 2000 come Miglior interpretazione R&B maschile, e vinse ai Billboard Music Awards e ai Soul Train Awards come Miglior singolo R&B.

## Video
Il videoclip del brano è stato diretto dal regista Francis Lawrence ed è ambientato in un appartamento, principalmente tra il bagno e la camera da letto. Tramite una fotografia tendente al blu, a luci laser e all'immagine filtrata attraverso degli schermi che ruotano attorno al cantante, il video mostra una sorta di mondo astrale come trasposizione dei desideri e dei sogni espressi dal testo della canzone. Il cantante si trova infatti sul letto della camera mentre immagina di avere di fronte a sé la ragazza che ama; a seconda del punto di vista che la camera assume nell'inquadrare la scena, lo spettatore vede la situazione immaginata dal cantante oppure quella reale, ovvero della solitudine nella propria camera da letto. La regia si concentra anche su molti dettagli presenti nella stanza, tra cui anche delle farfalle (sempre frutto dell'immaginazione del cantante). Si intravede un televisore che proietta delle immagini del film Life per cui la canzone è stata scritta.

## Riconoscimenti
Il singolo ricevette una nomination ai Grammy del 2000 come Miglior interpretazione R&B maschile, ma perse contro Staying Power di Barry White. Ai Billboard Music Awards del 1999 vinse come Singolo R&B dell'anno, così come ai Soul Train Awards dell'anno successivo. Il brano fu nominato anche ai Blockbuster Entertainment Awards come Canzone Preferita.

## Ricezione
Il singolo è entrato nella top10 della classifica R&B di Billboard l'8 maggio 1999, e la settimana successiva era già al numero 1, dove è rimasto stabiler per otto settimane consecutive. Il singolo è il primo nella carriera di Maxwell ad essere arrivato al numero 1 della classifica R&B di Billboard; inoltre ha speso 42 settimane totali in questa classifica. Il brano è stato anche il primo del cantante ad essere entrato nella top20 della Hot 100, entrando nella top10 alla nona posizione compiendo un salto dalla posizione numero 38 il 15 maggio 1999. Due settimane più tardi ha raggiunto la sua posizione più alta al numero 4, dove è rimasto per tre settimane consecutive. Il singolo ha speso 25 settimane in totale nella Hot 100. Il singolo ha raggiunto la posizione numero 16 nella classifica radiofonica statunitense, ma il suo successo è stato garantito dalle vendite fisiche nei negozi: difatti, grazie a oltre 500 000 copie vendute, il brano ha ricevuto la certificazione di disco d'oro dalla RIAA il 2 giugno 1999, diventando il secondo singolo d'oro nella carriera di Maxwell dopo Ascension (Don't Ever Wonder).
Billboard ha incoronato il brano del titolo di singolo R&B/Hip-Hop di maggior successo del 1999, avendolo posizionato al primo posto nella lista dei 100 singoli R&B/Hip-Hop di maggior successo di quell'anno. Nella lista della Hot 100 di fine anno è stato posizionato invece al 24º posto.

## Classifiche
| Classifica (1999)                   | Posizione |
| ----------------------------------- | --------- |
| USA Billboard Hot 100               | 4         |
| USA Billboard Hot R&B/Hip-Hop Songs | 1         |
| USA Billboard Radio Songs           | 16        |